# Yayar Kunath
Yayar Kunath (thailändisch ย่าหยา คูนาท, * 7. Februar 1989 in Satun als Yayar Nim-O) ist ein deutsch-thailändischer Fußballspieler.

## Karriere
Yayar Kunath erlernte das Fußballspielen u. a. in der Jugendmannschaft des Hamburger SV. 2005 wechselte er von dort zum SC Vier- und Marschlande, dessen Team spielte die Saison 2006/07 in der U-19-Bundesliga. Nach einem Jahr stieg die Mannschaft als Tabellenletzter zwar wieder ab, doch im gleichen Jahr erreichte man das Viertelfinale im DFB-Junioren-Vereinspokal. Danach spielte er von 2007 bis 2010 für die Vereine Busaiteen Club, Galali Club, al-Najma Club und Isa Town FC in Bahrain. 2010 kehrte er nach Deutschland zurück und schloss sich dem FC Bergedorf 85 an. Der Verein aus Hamburg-Bergedorf spielte in der fünften Liga, der Fußball-Oberliga Hamburg. 2013 wechselte er nach Schleswig-Holstein zu Eintracht Norderstedt. Der Verein aus Norderstedt spielte in der vierten Liga, der Fußball-Regionalliga Nord. 2015/16 und 2016/17 gewann er mit dem Klub den Hamburger Pokal. Nach Asien wechselte er im Jahr 2018. Hier unterschrieb er einen Vertrag in Thailand beim Nakhon Ratchasima FC. Der Klub aus Nakhon Ratchasima spielte in der ersten Liga des Landes, der Thai League. Nach 24 Erstligaspielen ging er 2020 wieder nach Deutschland. Hier schloss er sich dem Oberligisten TSV Buchholz 08 aus Buchholz in der Nordheide an.

## Erfolge
- Hamburgpokalsieger: 2016, 2017